# Bülstedt
Bülstedt ist eine niedersächsische Gemeinde mit 784 Einwohnern in der Samtgemeinde Tarmstedt im Landkreis Rotenburg (Wümme). Neben dem Hauptort Bülstedt gehören auch die Orte Osterbruch und Steinfeld zur Gemeinde.

## Geografie
Nordöstlich von Bülstedt besteht das 22 Hektar große Naturschutzgebiet „Schwarzes Moor bei Bülstedt“.

## Geschichte
Der Ort Bülstedt wurde erstmals 1150 urkundlich erwähnt.

## Eingemeindungen
Die Gemeinde Bülstedt entstand 1929 durch Zusammenschluss der Gemeinden Altenbülstedt und Neuenbülstedt. Am 1. März 1974 wurde die Nachbargemeinde Steinfeld eingegliedert.

## Politik

### Gemeinderat
Der Rat der Gemeinde Bülstedt besteht aus neun Ratsfrauen und Ratsherren. Dies ist die festgelegte Anzahl für die Mitgliedsgemeinde einer Samtgemeinde mit einer Einwohnerzahl zwischen 501 und 1000 Einwohnern. Die Ratsmitglieder werden durch eine Kommunalwahl für jeweils fünf Jahre gewählt. Die aktuelle Amtszeit begann am 1. November 2021 und endet am 31. Oktober 2026.
Die letzte Kommunalwahl am 12. September 2021 ergab das folgende Ergebnis:
| Partei                             | Anteilige Stimmen | Anzahl Sitze |
| ---------------------------------- | ----------------- | ------------ |
| Wählergemeinschaft Bülstedt (WGB)  | 52,05 %           | 5            |
| Wählergemeinschaft Steinfeld (WGS) | 22,66 %           | 2            |
| AGB                                | 13,23 %           | 1            |
| Grüne                              | 9,43 %            | 1            |
| dieBasis                           | 2,12 %            | 0            |

Die Wahlbeteiligung bei der Kommunalwahl 2021 lag mit 75,0 % und damit über dem niedersächsischen Durchschnitt von 57,1 %.

### Bürgermeister
Der Gemeinderat wählte auf seiner konstituierenden Sitzung am 12. November 2021 das Gemeinderatsmitglied Timo Knoop (WGB) erneut zum ehrenamtlichen Bürgermeister. Er hatte am 25. März 2021 den zurückgetretenen Jochen Albinger (SPD) abgelöst.

### Wappen
| | Blasonierung: „In Grün, geteilt durch einen schräglinken silbernen (weißen) Wellenbalken, vorn eine silberne (weiße) Kornwassermühle mit einem schwarzen vierspeichigen wachsenden Wasserrad; hinten ein goldenes (gelbes) Großsteingrab, das aus drei tragenden Steinen und einem Deckstein besteht, das von einem Kranz von achtzehn goldenen (gelben) Steinen umstellt wird.“ |
| Wappenbegründung: Der Wellenbalken steht für den Bülstedter Mühlenbach an der auch die Wassermühle liegt. Das Großsteingrab symbolisiert die Megalithanlagen im Ortsteil Steinfeld. | |

### Flagge
|  | 00Hissflagge: „Die Flagge ist grün-weiß-grün im Verältnis 3:8:3 quergestreift mit dem aufgelegten Wappen in der Mitte.“ |

## Verkehr
Bülstedt liegt etwa zehn Kilometer nordwestlich der A 1. Die K 117 nach Wilstedt und die durch Steinfeld verlaufende L 132 binden den Ort an das Umfeld an.